# Monza
Monza (lombard nyelven Munscia) város Észak-Olaszországban, Lombardia északnyugati részében.

## Fekvése
A város a Lambro-folyó partján, Milánótól 15 km-re északkeletre, 162 m magasságban, a Lecco felé vezető út mentén fekszik.

## Története
Monza hosszú történelmi múltra tekinthet vissza Már a rómaiak előtt is fontos település volt: az insuberek lakták. A római korban Magontium néven volt ismert, majd a longobárdok alatt, Theodolinda királynő a 6. században koronázási székhellyé tette. Mint önálló városállam, az évezred elején egy ideig szemben állt Milánóval, a 14. századtól azonban egyre jobban fejlődő, hatalmas szomszédjával már nem versenyezhetett. Ettől kezdve fejlődése Milánóéhoz kapcsolódott.

## Híres monzaiak
- Theodolinda (?-627), longobárd királynő
- Agilulf (?-616), longobárd király
- Adaloald (602-626), longobárd király
- I. Berengár (850?-924), itáliai király
- San Gerardo dei Tintori (?1140 - 1207), Monza egyik védőszentje
- Bonincontro Morigia (14. század), történész
- Azzone Visconti (1302-1339), Milánó ura
- Matteo da Campione (?-1396), szobrász
- Estorre Visconti (1346-1413), Milánó ura
- Marianna de Leyva (Virginia nővér) (1575-1650), apáca
- Giuseppe Piermarini (1734-1808), építész
- Andrea Appiani (1754-1817), festő
- Amos Dell'Orto (1842 k.), nyomdagép-készítő
- Luigi Canonica (1764-1844), építész
- Carlo Amati (1776-1852), építész
- Eugène de Beauharnais (1781-1824), Olaszország alkirálya
- Habsburg–Estei Mária Ludovika főhercegnő (1787-1816), Ausztria császárnéja
- Mosè Bianchi (1840-1904), festő
- Eugenio Spreafico (1856-1919), festő
- Pompeo Mariani (1857-1927), festő
- Emilio Borsa (1857-1931), festő
- XI. Piusz pápa (1857-1939)
- Arturo Martini (1889-1947), szobrász
- Riccardo Bacchelli (1891-1985), író
- Gian Luigi Centemeri (1903-1997), zeneszerző

## Demográfia
A népesség számának alakulása (ezer főben):

## Fő látnivalók
- Arengario (Régi városháza) - 1250 és 1293 között épült, a milánói Palazzo della Ragione mintájára és hosszú időn keresztül a városi közigazgatás székhelye volt. Az épület fölött harangtorony magasodik, amely a 14. században épült.
- Duomo - 595-ben Theodolinda, longobárd királynő alapította és Keresztelő Szent Jánosnak szentelte, akinek nevét hivatalosan ma is viseli. A régi templom alapjain a 12. és a 14. század között épült fel a mai székesegyház. Zöld-fehér sávos homlokzatát 1396-ban építette Matteo da Campione. A régi templomból maradt fenn napjainkig az a dombormű, amely a kapuzat fölött látható és Krisztus megkeresztelését ábrázolja, valamint Theodolindát férjével, Antharival. A harangtorony 1606-ban épült. A székesegyház belsejét értékes freskók díszítik. A bal oldali kereszthajóban található Theodolinda királynő 1444-ben emelt sírkápolnája, aranyozott fal- és mennyezetfestéseivel. A baldachin alatt a híres lombardiai Vaskorona („Corona ferrea”) másolata van kiállítva, az eredetit a kápolna tabernákulumában őrzik. Nagy Károly frank császáról V. Károlyig (1530) ezzel koronázták a német-római császárokat itáliai királyokká, ezzel koronáztak meg 34 lombardiai királyt, továbbá Napóleon császárt is 1805-ben a csatlós Itáliai Királyság uralkodójává  legutoljára pedig Habsburg–Lotaringiai Ferdinánd osztrák császárt a Lombard–Velencei Királyság alkirályává 1836-ban. A Vaskorona 8 cm széles, drágakövekkel kirakott aranyabroncs, amely egy vasabroncsot vesz körül.
- Museo Serpero - a dóm kincseit mutatja be. Közülük figyelemre méltóak: Theodolinda 6. századból fennmaradt koronája, legyezője és fésűje, valamint egy evangélium kötéstáblája; egy hegyikristályból készült mellkereszt a 7. századból; érmék, amelyeknek legrégebbike 6. századi; s egy ugyancsak 6. századi aranyozott ezüstből készült tyúk hét kiscsibével, szintén Theodolinda ajándéka. A tyúk – egyes feltételezések szerint – a császárnő, a hét csibe Lombardia hét tartományának jelképe.
- Palazzo Municipio - impozáns klasszicista épület. Előtte emelkedik az első világháború áldozatainak emlékműve.
- Santa Maria in Strada-templom - 1357-ben épült Ambrogio da Milano tervei alapján.
- Villa Reale - az impozáns barokk palota a 18. század végén épült Giuseppe Piermarini tervei alapján Mária Terézia megbízásából, akinek fia, Ferdinánd Károly főherceg, Lombardia kormányzója volt.

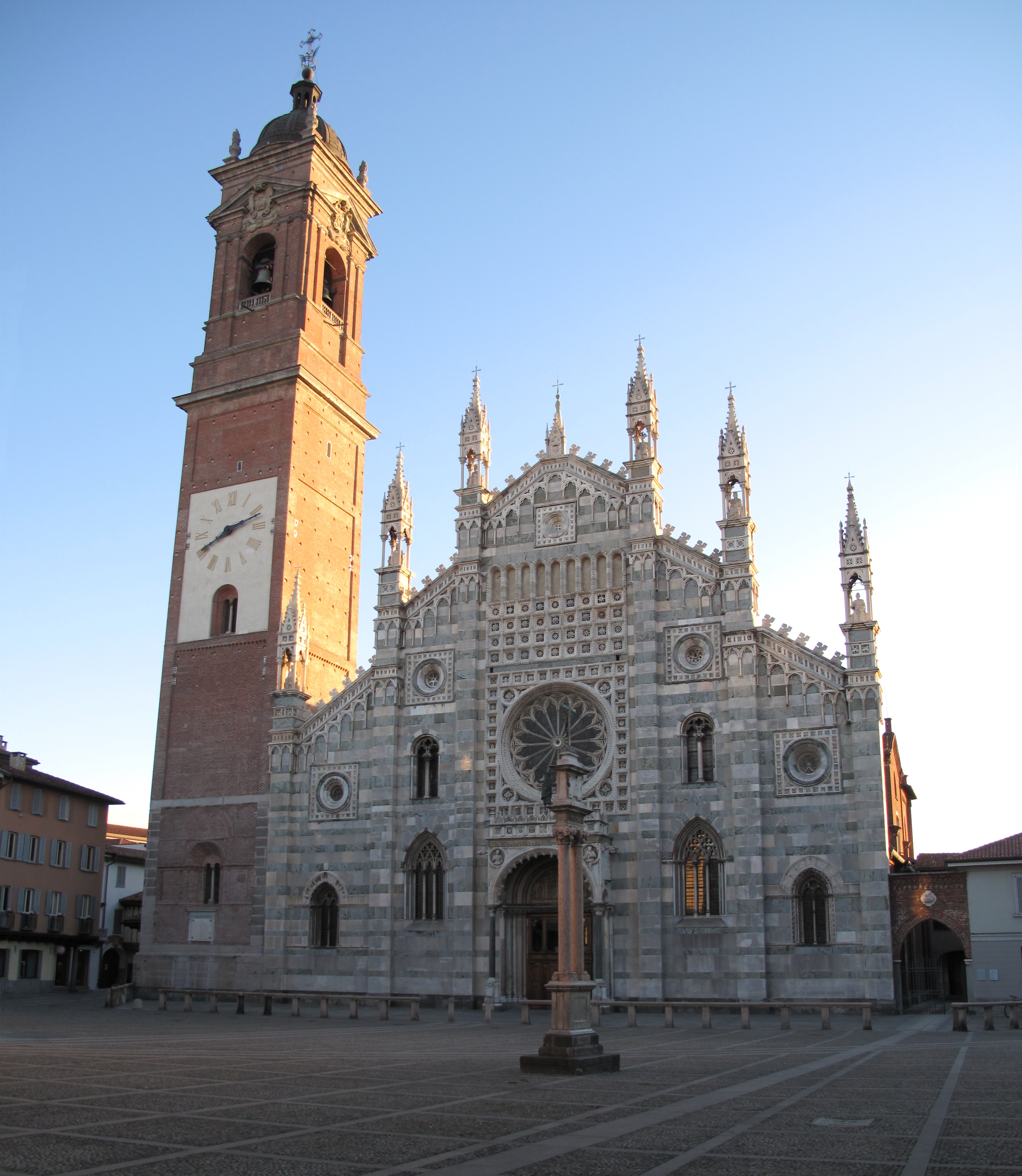
A monzai dóm
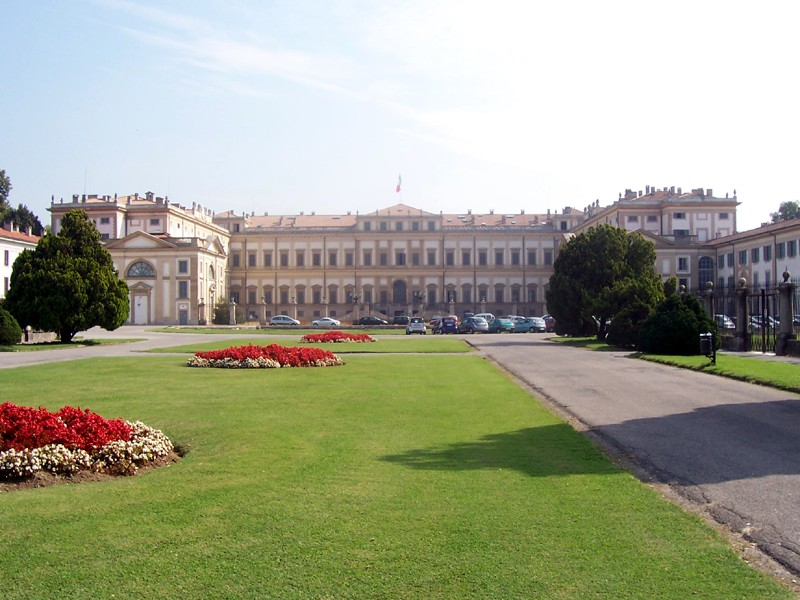
A Villa Reale
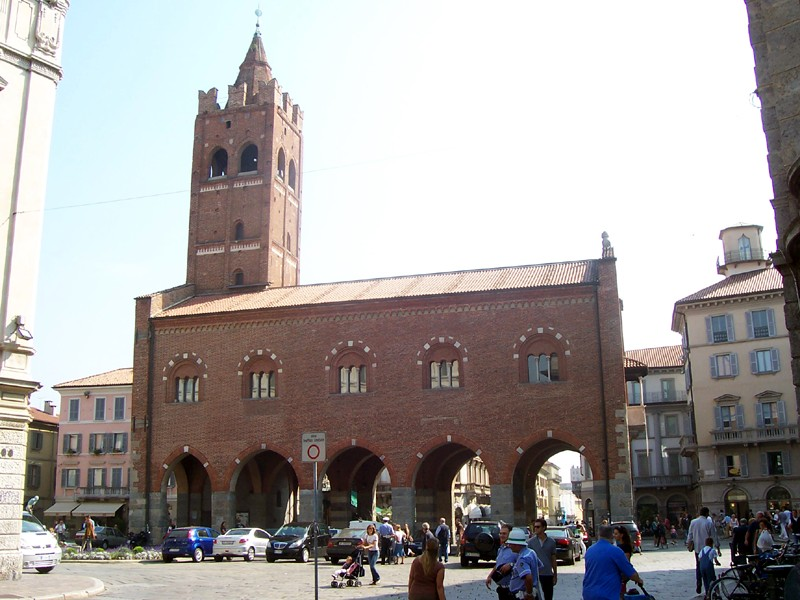
Az Arengario

## Sport
A városban rendezik meg évente a Formula–1 olasz nagydíjat. Az olasz nagydíj (Gran Premio d'Italia) 1950 óta van jelen a Formula–1-es versenyek között.

## Közlekedés
A várost érintik a Milánó-Chiasso, Milánó-Bergamo, Milánó-Carnate és Milánó-Lecco-Tirano vasútvonalak ezáltal összeköttetésben van Lombardia legnagyobb településeivel.
A várost átszeli az A4-es Torino-Trieszt autópálya.